# Matyjówka
Matyjówka – polana w Gorcach, na południowo-zachodnim grzbiecie Bukowiny Obidowskiej. Położona jest na wysokości około 890–940 m na południowym stoku, tuż pod grzbietem i zaraz przy szlaku turystycznym. Z polanki rozległy widok na południową stronę: na Kotlinę Nowotarską, Magurę Spiską i Tatry. Jest własnością prywatną. Dawniej była wykorzystywana pastersko, obecnie już nie jest wypasana, ale podobnie jak na wielu innych polanach gorczańskich jej właściciele wykorzystują ją w celach rekreacyjnych. Jest na niej niewielki domek letni i kapliczka.
Polana znajduje się poza obszarem Gorczańskiego Parku Narodowego, w granicach miasta Nowy Targ.
Szlak turystyczny
 Klikuszowa – Łapszywa – Dziaciowa – Bukowina Obidowska – Bukowina Miejska. Odległość 8,7 km, suma podejść 260 m, suma zejść 60 m, czas przejścia 2:15 h, z powrotem 1:45 h.